# Ozarba corniculans
Ozarba corniculans là một loài bướm đêm trong họ Noctuidae.